# Web.de
Web.de — немецкий интернет-портал, основанный в 1995 году, который начинался как управляемый редакцией веб-каталог и постоянно расширялся, в первую очередь за счёт включения коммуникационных услуг. Согласно отраслевым данным, в 2005 году Web.de был веб-порталом с самым широким охватом и был вторым в общем зачёте после T-Online.

## Бизнес-модель
Бизнес-модель Web.de основана на двух столпах: онлайн-реклама и цифровые услуги. Последний включает в себя Web.de Club, подписку на услуги связи. В рамках укрепления опоры онлайн-рекламы в 2004 году вместе с Ad Europe была основана сеть из нескольких веб-порталов, в которую сейчас входят участники из 60 стран. Однако интернет-реклама в основном размещается в электронных письмах.
Самым известным продуктом Web.de является бесплатная служба электронной почты FreeMail, которая затем может быть расширена с помощью вышеупомянутого Web.de Club за определённую плату и на раннем этапе содержала функции унифицированного обмена сообщениями. В дополнение к электронной почте факсы и голосовые сообщения также могут быть получены и отправлены через отдельный диапазон номеров (с кодом города 03212).